# Allagashbortförandena
Allagashbortförandet är en del av teorierna som berör UFOn och bortföranden.
Incidenten utspelades 20 augusti 1976 när fyra män i tjugoårsåldern, Jack Weiner och hans tvillingbror Jim, Chuck Rak och deras guide Charlie Foltz, gav sig ut på en campingresa i vildmarkerna kring Allagash, Maine. Männens berättelse är som följer:

## Ett konstigt ljus på himmelen
Den första dagen fortlöpte utan några incidenter. Under deras andra natt däremot noterade de ett klart ljus inte långt ifrån deras campingplats. De avfärdade det först som en helikopter eller en väderballong, men senare upptäckte de att det visade en märklig kvalitet av ljus. Plötsligt imploderade objektet och försvann. Den följande dagen, precis som den första, rullade på utan incidenter. Då deras fiskelycka inte var den bästa bestämde de sig för att försöka fiska på natten. Den 20 augusti slog de läger på stranden vid Eagle Lake. Vid mörkrets inbrott gjorde de upp en lägereld vilken de förväntade sig skulle brinna ett flertal timmar. Den var tänkt att användas som en fyr för deras campingställe under tiden de var ute på sjön. Därefter gav de sig ut på sjön i en kanot.
En kort stund senare noterade Rak det klara ljus de hade sett två nätter tidigare på avstånd ovanför trädtopparna. Han uppmärksammade de andra männen på att ljuset var där. De tittade spänt på objektet och märkte att det såg ut att var mycket större den här gången och gav inte ifrån sig något ljud. Foltz grabbade tag i en ficklampa och började ljussignalera ett S.O.S.
Plötsligt sköt det ut en klar ljusstråle från undersidan av farkosten och den kom snabbt i riktning mot dem. Alla män förutom Rak började paddla tillbaka mot stranden. Rak verkade hänförd av objektet medan det knappade in på dem. Med ens var både kanoten och de fyra männen omslutna av ljuset.
Det nästa som männen kommer ihåg är att de är tillbaka på stranden vid sitt campingställe. De stod vid kanten av vattnet och stirrade blankt på farkosten vilken svävade endast några dussintals meter ifrån dem. Efter att de hade observerat den i åtskilliga minuter imploderade plötsligt farkosten, precis som den hade gjort de två föregående nätterna, och syntes sedan över trädtopparna på den andra sidan av sjön. Efter det sköt den som ett skott rakt upp i luften.
Männen kände sig med ens alldeles uttmattade och beslutade sig för att sova för natten. Den stora brasan de hade tänt enbart minuter tidigare var nu en hög av bränt glöd. De somnade utan att samtala om den nyligen inträffade, ovanliga händelse som just ägt rum. Nästa morgon pratade de ytterst lite om incidenten och packade ihop sina tillhörigheter för att flytta till ett nytt campingområde.

## Mardrömmar
Det skulle gå 12 år innan händelsen började spela en nyckelroll i männens liv. Tvillingarna Jack och Jim började plötsligt ha mardrömmar om att de befann sig i ett "medicinskt undersökningsrum". De drömde även om egendomliga varelser med stora huvuden och stora, svarta ögon. Tvillingarna fick en chock när de berättade om sina drömmar för Chuck Rak och Charlie Foltz och då fick reda på att de också hade liknande mardrömmar.
Under separat genomförda hypnotiska regressioner mindes männen hur de blev bortförda från kanoten och var ombord på farkosten de hade sett vid Eagle Lake. Då de var ombord utsattes de för olika tester så som urin-, blod-, sädes- och hudprover. Varelserna informerade männen telepatiskt under dessa tester om att de skulle samarbeta och att de inte skulle komma till skada. Alla männen beskrev att varelserna påminde om stora insekter med "insektsliknande" ögon.

## Framträdanden i TV och radio
Männen har genom åren beskrivit upplevelsen med hjälp av konstverk och genom framträdanden i TV- och radioprogram. De har likaså haft åtskilliga fler märkliga upplevelser som de tror korrelerar med incidenten i Allagash. Foltz beskriver att han ibland hör viskningar, men är oförmögen att kunna urskilja några ord. Han tror också att han kan ha blivit bortförd en andra gång. Han beskrev 1994 hur han hade en konstig dröm i vilken han vandrade genom en lång korridor. Egendomligt nog hade plötsligt en mur täckt av murgröna utanför hans hus fått en rund fläck.
Jack Weiner har förklarat att han varefter tiden har gått har sett märkliga ljus på himmelen nära sitt hus.
Allagashbortförandena blev ökänt som det första, väldokumenterade, multipla bortförandefallet. Raymond E. Fowler har skrivit en bok, The Allagash Abductions, vilken dokumenterar incidenten. Händelsen blev även dramatiserad i ett avsnitt av TV-programmet Unsolved Mysteries.
Männen hävdar intill dags dato att deras upplevlse i själva verket var verklig och inte en bluff.